# 乔尔·沃特曼
乔尔·沃特曼（英語：Joel Waterman，1996年1月24日—），加拿大男子足球运动员，司职后卫。

## 生平

### 俱樂部生涯
2018年11月，沃特曼通過選秀加入加超聯球隊卡加利騎兵。
2020年1月，沃特曼被交易到美職聯球隊蒙特利爾衝擊（今CF蒙特利爾），成為第一名被交易到美職聯的加超聯球員。

### 國家隊生涯
2022年11月11日，沃特曼在加拿大男足對陣巴林的友誼賽上替補上陣，完成國家隊首秀。此後，沃特曼入選加拿大男足出征2022年国际足联男足世界杯的大名單，但並未上陣。而加拿大也在小組賽階段三戰盡墨，未能晉級十六強。